# Gare du Trocadéro
La gare du Trocadéro est un projet de gare ferroviaire qui aurait dû voir le jour à Paris dans les années 1880.
Elle ne doit pas être confondue avec la « gare du Trocadéro » (gare de l'avenue Henri-Martin), située sur la ligne de Pont-Cardinet à Auteuil – Boulogne (ou « ligne d'Auteuil », désormais désaffectée). La gare a été ensuite raccordée à la ligne C du RER.

## Histoire
À la fin du XIXe siècle, alors que les compagnies ferroviaires sont essentiellement privées (réseaux de l'Est, du Nord, du PLM et du PO), l'État cherche à créer une tête de pont dans la capitale, qui pourrait dépasser les grandes gares prospères et modernes que sont celles de l'Est ou du Nord par exemple, et montrer à la population que les autorités seraient plus efficaces que les entreprises privées. L'Administration des chemins de fer de l'État voit le jour le 25 mai 1878 et reprend  le 20 novembre 1883 les concessions de plusieurs compagnies en faillite dans les régions du Centre-Ouest de la France. L'administration des chemins de l'État envisage de raccorder à Paris ce réseau en formation, dont le point le plus proche de la capitale était à Auneau dans la Beauce, par une ligne avec un terminus dans le 16e arrondissement. 
En 1885, le projet d'une gare qui aurait été située en contrebas du palais du Trocadéro, dans les jardins, est officiellement déposé. Finalement, un accord commercial est trouvé l'année suivante avec la Compagnie de l'Ouest, qui laisse la compagnie publique emprunter les réseaux privés à partir de Chartres et jusqu'à la gare de Paris-Montparnasse. Le dépôt de Vaugirard est également mis à contribution et le projet de la gare du Trocadéro, abandonné. 
L'inauguration a lieu le 10 juillet 1886, le ministre des Travaux publics empruntant le train partant de 7 heures de la gare pour un voyage de trois jours qui l'aura vu prononcer dix-huit discours le long de son trajet. En 1909, la compagnie publique rachète les réseaux de la Compagnie de l'Ouest, et de fait les gares Montparnasse et Saint-Lazare.

## Source
- Clive Lamming, Paris au temps des gares, Parigramme, 2011, « La gare du Trocadéro, victime de la concurrence », pages 60-61.